# Namcze Bazar
Namcze Bazar (nep. नाम्चे बजार, ang. Namche Bazaar) – miejscowość w Nepalu w dystrykcie  Solukhumbu, leżąca na wysokości 3440 m n.p.m. w rejonie lodowca Khumbu w Parku Narodowym Sagarmatha. To najlepiej rozwinięta miejscowość na trasie trekkingu do bazy pod Mount Everestem. Rdzennymi mieszkańcami są Szerpowie. W 1997 r. miejscowość liczyła 1647 mieszkańców.
W Namcze Bazar znajduje się baza wojskowa. Ze względu na swe położenie stanowi dogodną bazę wypadową dla ekspedycji, których celem są Himalaje, włącznie z samym Everestem.  W Namcze oferowanych jest wiele miejsc noclegowych w różnym standardzie – obok standardowych, dwuosobowych pokoi znajdziemy także luksusowe, dobrze ogrzewane apartamenty z łazienkami. 
Namcze Bazar od wieków stanowiło główny ośrodek handlowy w regionie Solo Khumbu przez himalajskie przełęcze przybywali tu kupcy z nieodległego Tybetu – raz do roku przybywają także w czasach współczesnych, choć ich pobyt jest ściśle regulowany przez władze chińskie. Namcze staje się przede wszystkim ośrodkiem turystycznym – można tam zakupić prawie całe wyposażenie potrzebne podczas trekkingu, a nawet sprzęt wspinaczkowy. Działają tam liczne kafejki internetowe, księgarnie – znajdziemy także bank, pocztę oraz drink bar.

Namcze Bazar
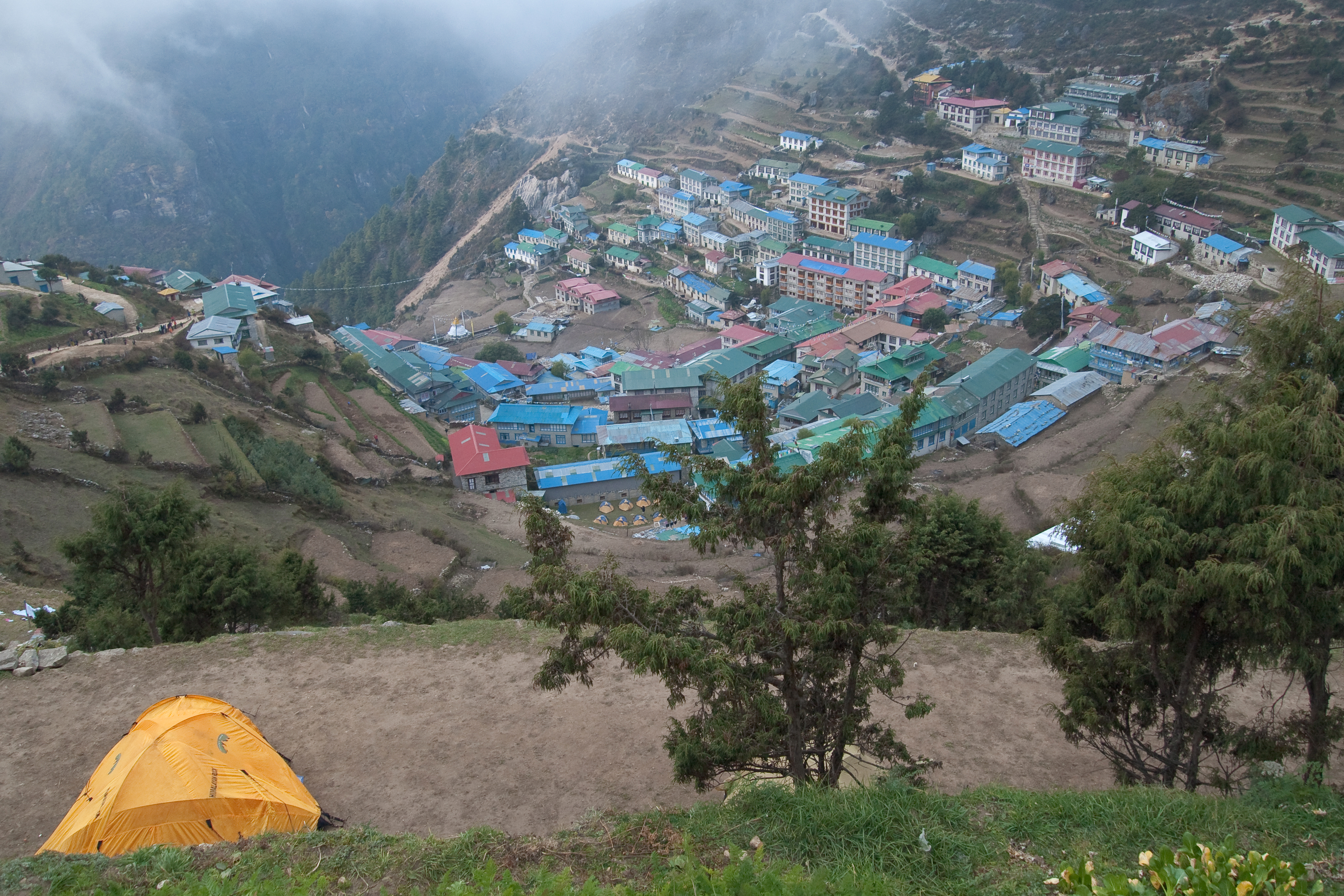
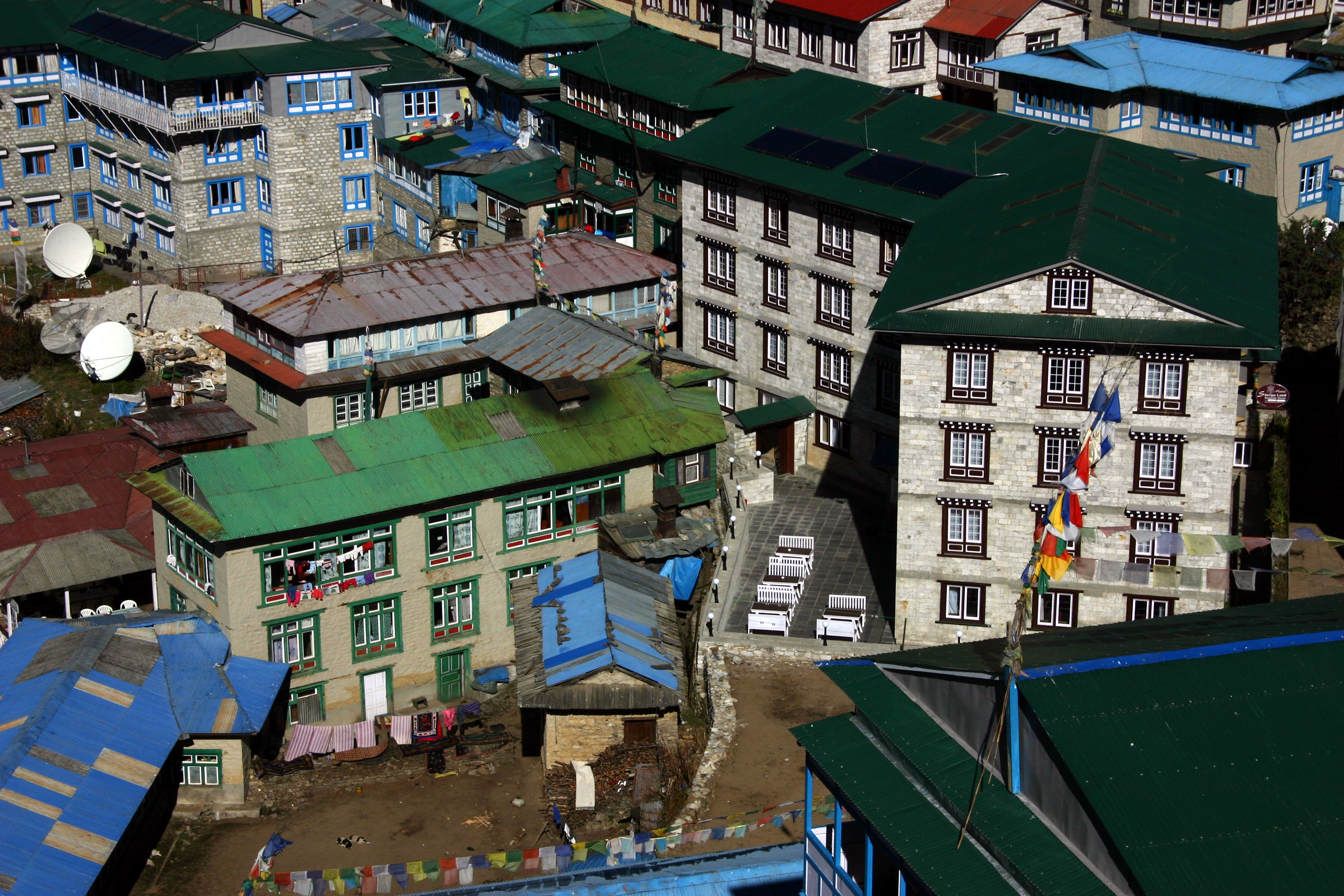
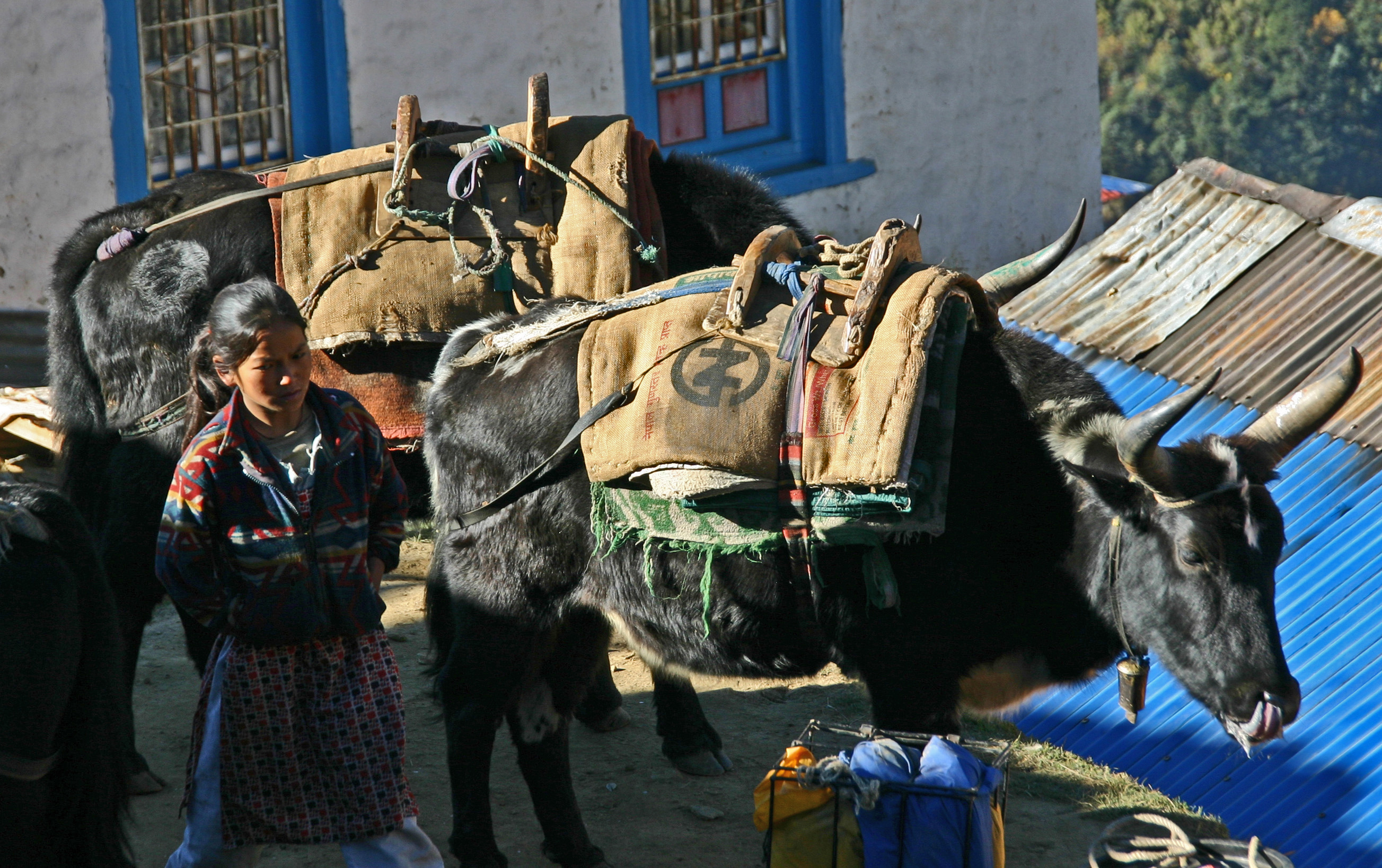
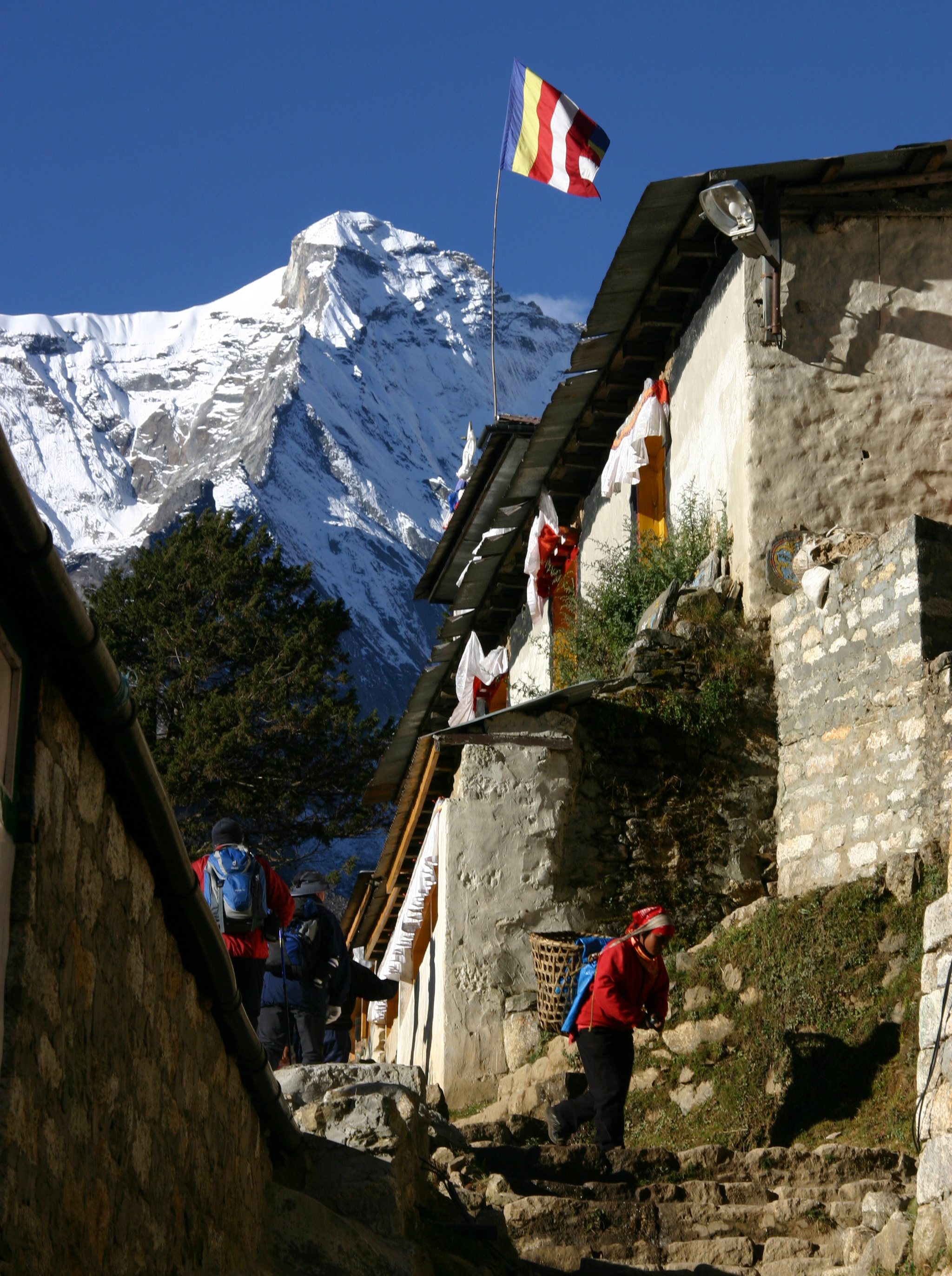
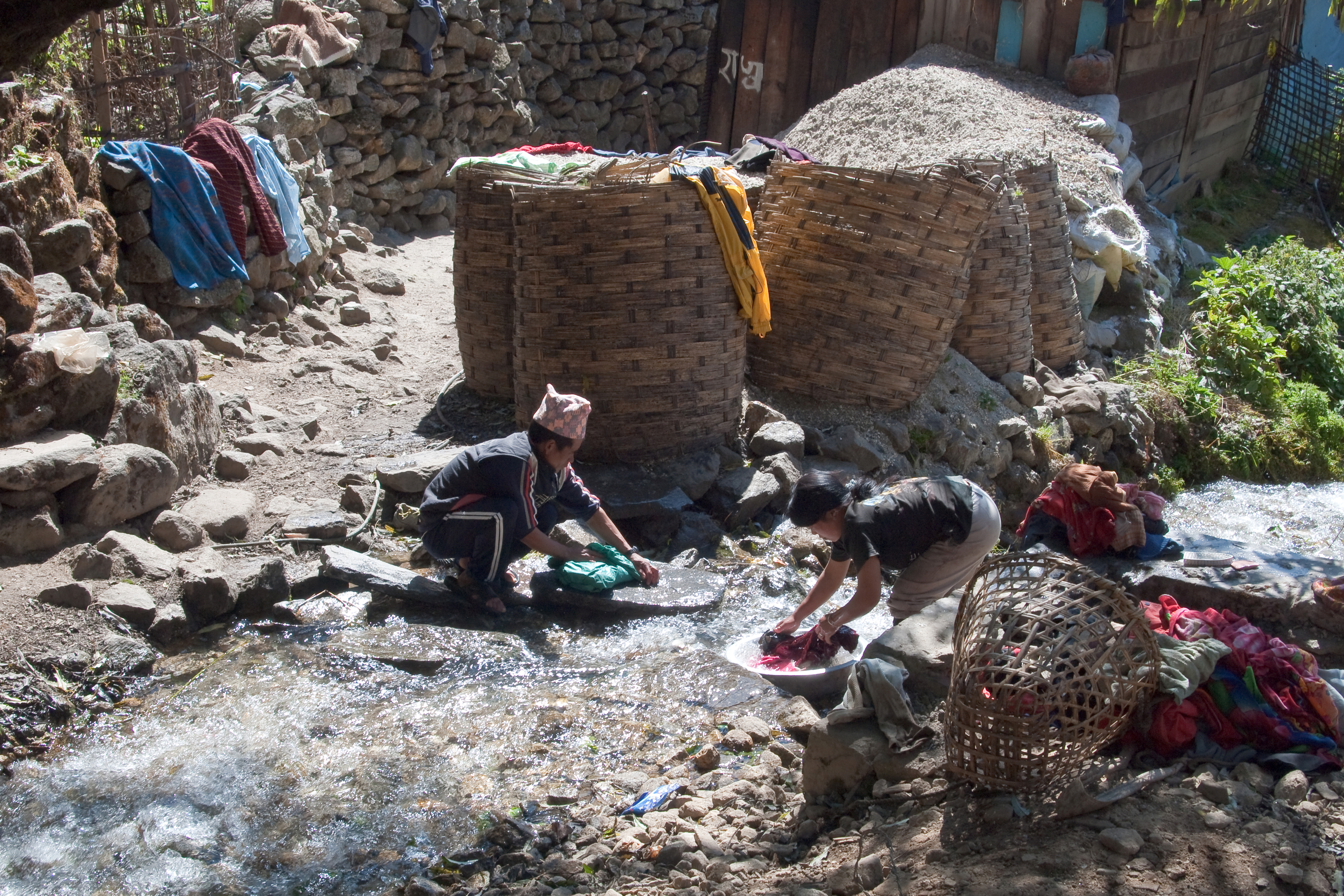
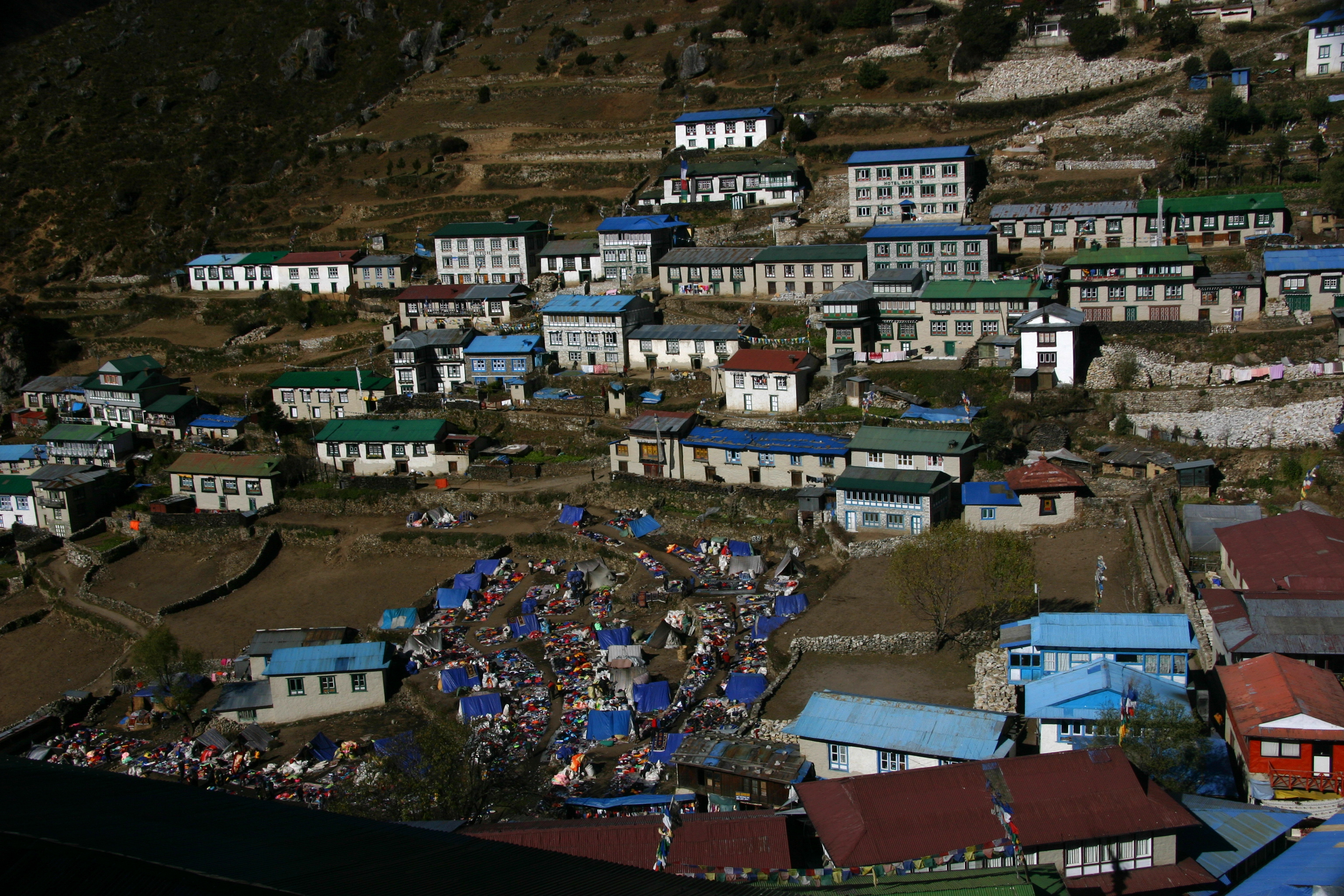
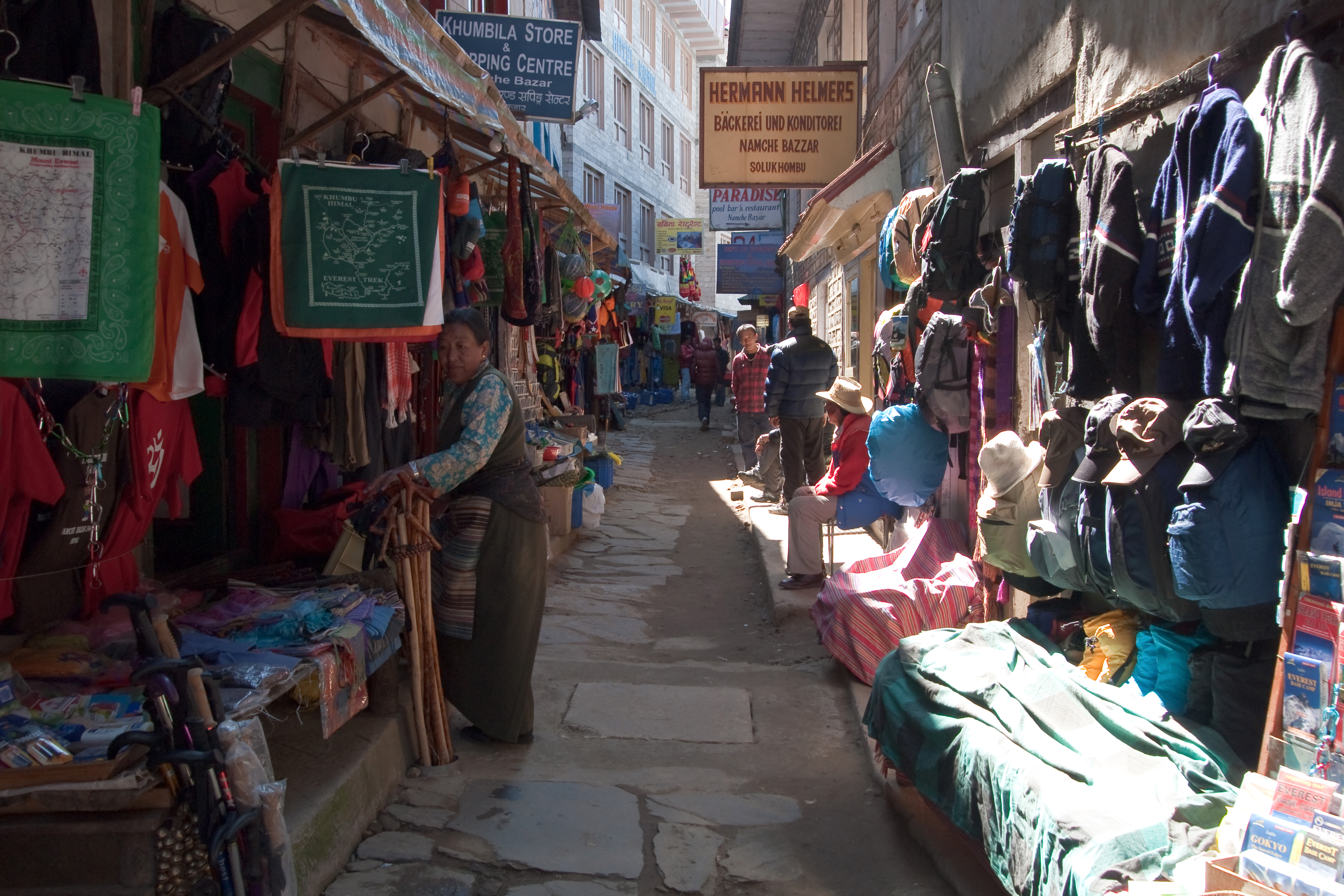